# Enzyklopädisches Gesetz
Das Enzyklopädische Gesetz (fr.: loi encyclopédique) wurde von dem französischen Philosophen Auguste Comte (1798–1857) in seinem Hauptwerk „Cours de philosophie positive“ als eine hierarchische Anordnung der Wissenschaften aufgestellt und deshalb von ihm auch als „hiérarchie encyclopédique“, außerdem als „ordre encyclopédique“ (enzyklopädische Ordnung) oder als „échelle encyclopédique“ (enzyklopädische Skala) bezeichnet.

## Die Ordnung der Wissenschaften
Das Enzyklopädische Gesetz besagt, dass für die grundlegenden, abstrakten Wissenschaften (die angewandten Wissenschaften bleiben außen vor) eine Rangfolge existiert. Er entwickelte ein Modell einer logisch angelegten Wissenschaftshierarchie, nach der jede Wissenschaft zu den auf sie folgenden Disziplinen beiträgt. Aufgrund der Komplexität der Methoden der jeweiligen Wissenschaft, postuliert Comte folgende Rangfolge in aufsteigender Komplexität:
- Mathematik – Logik
- Konkrete Mathematik: Geometrie und Mechanik; Astronomie – Beobachtung
- Physik – Beobachtung, Experiment
- Chemie – Beobachtung, Experiment, Klassifikation
- Biologie – Beobachtung, Experiment, Klassifikation und Vergleich
- Soziologie – Beobachtung, Experiment, Klassifikation, Vergleich und historische Methode

Die Mathematik sei das Fundament schlechthin, Comte spricht ihr aber die Leitfunktion ab. Höchste, weil komplexeste Disziplin, sei vielmehr die Soziologie. Comte sieht sie als die Krönung aller Wissenschaften, als „Menschenwissenschaft“. Für Comte war das Verständnis der vorangehenden Disziplinen und deren Methoden Voraussetzung dafür, diese im Rahmen der Soziologie anzuwenden.